# Jerry Kelly
Gerard Allan "Jerry" Kelly (Nueva York, 14 de junio de 1918-Carson City, Nevada, 23 de julio de 1996) fue un jugador de baloncesto estadounidense que disputó dos temporadas en la BAA, jugando el resto de su carrera en la ABL. Con 1,88 metros de estatura, jugaba en la posición de alero.

## Trayectoria deportiva

### Universidad
Jugó durante su etapa universitaria con los Thundering Herd de la Universidad de Marshall, siendo el primer jugador de dicha institución en llegar a jugar en la BAA o la NBA.

### Profesional
Comenzó su andadura profesional jugando en la ABL, hasta que en 1946 fichó por los Boston Celtics de la BAA, donde jugó una temporada, en la que promedió 6,0 puntos por partido.
Al año siguiente fichó por los Providence Steamrollers, pero únicamente disputó 3 partidos. Regresó a la ABL, donde acabó su carrera.

#### Estadísticas en la BAA

##### Temporada regular
| Temporada | Edad | Equipo                  | Liga | P  | TIT | MIN | TC  | TCA | %TC  | 3P | 3PA | %3P | TL  | TLA | %TL  | R.OF. | R.DEF. | REB | ASIS | ROB | TAP | PER | FP  | PTS |
| 1946-47   | 28   | Boston Celtics          | BAA  | 43 |     |     | 2.1 | 7.3 | .291 |    |     |     | 1.7 | 2.6 | .667 |       |        |     | 0.5  |     |     |     | 3.0 | 6.0 |
| 1947-48   | 29   | Providence Steamrollers | BAA  | 3  |     |     | 1.0 | 3.3 | .300 |    |     |     | 0.0 | 0.3 | .000 |       |        |     | 0.0  |     |     |     | 1.0 | 2.0 |
| Total     |      |                         | BAA  | 46 |     |     | 2.0 | 7.0 | .291 |    |     |     | 1.6 | 2.4 | .661 |       |        |     | 0.5  |     |     |     | 2.8 | 5.7 |